# Erkenntnis für freie Menschen
Erkenntnis für freie Menschen (englisch Science in a Free Society) ist ein 1978 veröffentlichtes Werk des österreichischen Wissenschaftsphilosophen Paul Feyerabend.
In dem Buch verteidigt Feyerabend das Projekt einer relativistischen und anarchistischen Wissenschaftstheorie. Feyerabend hatte diese Position bereits 1975 in Wider den Methodenzwang (englisch Against Method) dargelegt und drei zentrale Thesen formuliert: Zunächst zeige die Wissenschaftsgeschichte, dass es keine allgemeine Methode gibt, an die sich die Wissenschaften halten. Zudem könne es auch prinzipiell keine allgemeingültige Methode geben, Wissenschaft sei nur unter den Bedingungen des Methodenpluralismus produktiv. Schließlich folge aus dem Fehlen einer allgemein ausgezeichneten Methode die relativistische These, dass die wissenschaftliche Beschreibung der Welt anderen Traditionen nicht überlegen sei.
In Erkenntnis für freie Menschen verknüpft Feyerabend seine wissenschaftstheoretische Position zudem mit einer gesellschaftstheoretischen und wissenschaftspolitischen Konzeption. Nach Feyerabend legt die Vielzahl unterschiedlicher Wissenstraditionen eine grundlegend neue Organisation des Wissenschaftsbetriebs nahe. Nicht Fachwissenschaftler und Wissenschaftsphilosophen sollen bestimmen, welche Forschungsprogramme und Weltanschauungen innerhalb einer Gesellschaft gefördert werden sollen. Vielmehr sollten Bürger in einem demokratischen Prozess über derartige Fragen entscheiden. Dabei sollten sie auch das Recht haben, sich gegen die vorherrschende wissenschaftliche Rationalität zu entscheiden; „Bürgerinitiativen statt Erkenntnistheorie“ ist daher eine zentrale Forderung Feyerabends.

## Entstehung des Werkes

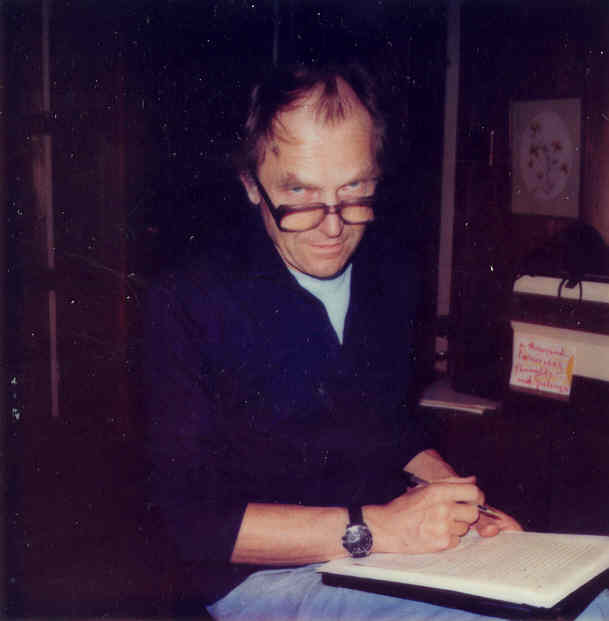
Paul Feyerabend in Berkeley

Erkenntnis für freie Menschen wurde zunächst 1978 in englischer Sprache mit dem Titel Science in a Free Society veröffentlicht, drei Jahre nach Wider den Methodenzwang (Against Method). Wider den Methodenzwang beschreibt Feyerabend selbst als eine Collage, die Ideen enthält, die Feyerabend bereits vor Jahren oder gar Jahrzehnten formuliert hatte. Allerdings war seine Kritik der zeitgenössischen Wissenschaftstheorie und des Konzepts einer allgemeinen wissenschaftlichen Methode vor 1975 nur einem relativ kleinen Philosophenkreis bekannt. Die Popularität von Against Method änderte diese Situation und führte zu ablehnenden bis empörten Reaktionen von Wissenschaftlern und Philosophen. Zum einen wurde Feyerabends offenes Eintreten für einen wissenschaftstheoretischen Relativismus mit Unverständnis aufgenommen. Zum anderen wurde der Stil des Buches als verletzend und aggressiv kritisiert.
Feyerabend fühlte sich unverstanden und die Reaktionen auf Wider den Methodenzwang empfand er selbst als verletzend. In der Folge litt Feyerabend an Depressionen: „Mein Privatleben war ein Scherbenhaufen, ich war ohne Schutz. Ich habe oft gewünscht, daß ich dieses idiotische Buch [englisch: fucking book] nie geschrieben hätte.“ Schließlich entstand Erkenntnis für freie Menschen auch als Verteidigung der Thesen aus Wider den Methodenzwang. Allerdings reagierte Feyerabend auf die als verletzend empfundene Kritik selbst mit einer scharfen Rhetorik. So schrieb er etwa mit Bezug auf den kritischen Rationalisten Helmut Spinner „Aber Helmut, Baby, reg Dich doch nicht so auf! Was willst Du eigentlich?“
Erkenntnis für freie Menschen war jedoch nicht nur eine wütende Verteidigung der Thesen von Wider den Methodenzwang. Feyerabend legte in dem Buch insbesondere seine wissenschaftspolitischen Überzeugungen erstmals ausführlich dar. Zwar wurde schon im Schlusskapitel von Wider den Methodenzwang die Trennung von Staat und Wissenschaft gefordert, allerdings findet sich erst in Erkenntnis für freie Menschen eine ausführliche Darstellung von Feyerabends Ideal einer freien Gesellschaft. Dieses Ideal hatte sich u. a. im Zusammenhang mit den Studentenbewegungen in Berkeley und an der Freien Universität Berlin gebildet, wo Feyerabend in den 1960er Jahren lehrte. Feyerabend beschreibt insbesondere die kulturelle Vielfalt in Berkeley als ein prägendes Erlebnis. Die Bildungsreformen ermöglichten zunehmend Minderheitengruppen das Studium an der öffentlich finanzierten University of California, Berkeley – etwa Chicanos, Afroamerikanern und Native Americans. Feyerabend beschreibt seine Zweifel in dieser Situation wie folgt: „Wer war ich, um diesen Menschen zu erklären, was und wie sie denken sollten? Ich hatte keine Ahnung von ihren Problemen, obwohl ich wusste, dass sie viele Probleme hatten. Ich kannte nicht ihre Interessen, ihre Gefühle, ihre Ängste, ihre Hoffnungen […]. Denn diese Aufgabe [gemeint ist das Dozieren der Tradition des westlichen Rationalismus] war die eines gebildeten und vornehmen Sklavenhalters. Und ein Sklavenhalter wollte ich nicht sein.“
1979 erschien Erkenntnis für freie Menschen in deutscher Sprache beim Suhrkamp Verlag. Ein Jahr später wurde eine zweite deutschsprachige Auflage herausgebracht, die von Feyerabend stark verändert und ergänzt wurde. So enthält die deutschsprachige Ausgabe etwa eine Auseinandersetzung mit Kritikern wie Hans Küng und Helmut Spinner. Ähnlich enthält die englische Ausgabe in Teil 3 mehrere Kapitel, in denen Feyerabend auf die angelsächsische Kritik von u. a. Joseph Agassi und Ernest Gellner antwortet. Diese Kapitel wurden z. T. vorher schon in Fachzeitschriften veröffentlicht und fehlen in der deutschen Ausgabe.

## Wissenschaftstheorie

### Tradition und Rationalismus
Feyerabends wissenschaftstheoretischer Relativismus basiert auf der Beobachtung, dass es in Gesellschaften zahlreiche Traditionen gibt. Auch wenn der Begriff der Tradition ein zentrales Konzept der Erkenntnis für freie Menschen ist, wird er von Feyerabend nicht genau definiert. Zum einen erscheinen Traditionen als komplexe weltanschauliche Systeme. So steht etwa die moderne Wissenschaftstradition dem Weltbild des christlichen Mittelalters gegenüber. Zudem ist mit „Tradition“ jedoch auch häufig ein eher spezifischer Forschungszusammenhang gemeint, sodass der Begriff in Teilen den „Paradigmen“ von Thomas S. Kuhn oder den „Forschungsprogrammen“ von Imre Lakatos ähnelt. In diesem Sinne bildet etwa das geozentrische Weltbild (die Sonne dreht sich um die Erde) genauso eine Tradition, wie das heliozentrische Weltbild (Die Erde dreht sich um die Sonne). Der durch Kopernikus, Galilei und Kepler durchgesetzte Wandel der astronomischen Theorie ist somit ebenfalls als Traditionenwandel bzw. Paradigmenwechsel zu begreifen.
Traditionen werden durch gemeinsame Überzeugungen und Methoden zusammengehalten. Eine Tradition unter vielen ist nach Feyerabend der sogenannte Rationalismus. Als „Rationalismus“ bezeichnet Feyerabend die Ideologie der zeitgenössischen Wissenschaftstheorie, die nur eine beschränkte Anzahl von Maßstäben und Regeln zulasse. Alle Ansätze, die diesen Maßstäben nicht genügen, würden von Rationalisten als absurd verworfen. Zwar bleibt der Begriff des Rationalismus im Buch ähnlich unbestimmt wie der Begriff der Tradition, es ist allerdings offensichtlich, dass Feyerabends Konzeption hauptsächlich gegen den Kritischen Rationalismus Karl Poppers gerichtet ist. „Rationalisten“ sind für Feyerabend allerdings letztlich alle Wissenschaftler und Philosophen, die an eine allgemeingültige wissenschaftliche Methode glauben. Die Maßstäbe der Rationalisten sind Verifikation, Falsifikation und epistemische Werte wie Einfachheit, Konsistenz und Voraussagefähigkeit.
Zwar ist der Rationalismus nur eine Tradition unter vielen, er bildet sich jedoch nach Feyerabend ein, die einzig korrekte Tradition zu sein und allgemeingültige Maßstäbe zu formulieren. Auf diese Weise erscheinen Rationalisten als intellektuelle Stalinisten, die mit Hilfe ihrer Machtpositionen im Wissenschaftsbetrieb der gesamten Gesellschaft eine bestimmte Tradition aufzwingen wollen. Eine freie Gesellschaft sei jedoch nur dann zu erreichen, wenn „alle Traditionen gleiche Rechte und gleichen Zugang zu den Zentren der Erziehung und anderen Machtzentren haben.“ Die Vorherrschaft des wissenschaftlichen Rationalismus müsse also einem Pluralismus weichen, in dem sich Bürger frei für Traditionen entscheiden können.

### Argumente gegen den Rationalismus
| Erde Mond Merkur Venus | Sonne Mars Jupiter Saturn |

Der Wandel vom geozentrischen Weltbild (a) zum heliozentrischen Weltbild (b) ist nach Feyerabend nicht mit rationalistischen Maßstäben zu erklären.

Rationalisten können den Allgemeingültigkeitsanspruch ihrer Tradition mit folgendem Argument verteidigen: Es gibt selbstverständlich zahlreiche Traditionen, die unterschiedliche Maßstäbe bei der Bewertung und Rechtfertigung von Überzeugungen anlegen. Allerdings führen derartige Maßstäbe häufig zu falschen Überzeugungen, während die rationale Methode den besten Leitfaden zur Erforschung der Realität bietet. Daher sind die Wissenschaften durch die rationale Methode bestimmt und daher sollten rationale Maßstäbe in Wissenschaft und Gesellschaft gefördert werden.
Nach Feyerabend ist diese Argumentation gleich in doppelter Hinsicht fehlerhaft. Zum einen halten sich die Naturwissenschaften gar nicht an die Maßstäbe der Rationalisten. Feyerabend bezieht sich hier auf ein wissenschaftshistorisches Argument, das bereits von Thomas S. Kuhn in The Structure of Scientific Revolutions entwickelt und in Against Method von Feyerabend selbst radikalisiert wurde. Gerade die großen wissenschaftlichen Revolutionen gehorchen nicht dem rationalistischen Modell. Der Wandel vom geozentrischen Weltbild zum heliozentrischen Weltbild lasse sich etwa nicht als Ergebnis des rationalen Abwägens von Daten und Argumenten verstehen. Das von Kopernikus entwickelte Modell hatte zahlreiche Probleme und selbst nach Galileis astronomischen Beobachtungen war es nach Feyerabend rational, an dem alten, geozentrischen Weltbild festzuhalten. Galilei hatte seine Beobachtungen mit Hilfe des neu entwickelten Fernrohrs angestellt, es habe jedoch zu Galileis Zeiten keinen Grund gegeben zu akzeptieren, dass Fernrohrbeobachtungen tatsächlich korrekt Himmelserscheinungen (und nicht etwa Instrumentartefakte) abbilden. Schon in Against Method stellt Feyerabend die Durchsetzung des heliozentrischen Weltbildes wie folgt dar: „Galilei behält aufgrund seines Stils und seiner geschickten Überredungsmethoden die Oberhand, weil er auch in Italienisch und nicht nur Latein schreibt und weil er sich an Leute wendet, die gefühlsmäßig gegen die alten Ideen und die mit ihnen verbundenen Maßstäbe der Gelehrsamkeit eingenommen sind.“ Die wissenschaftshistorischen Studien sollen zeigen, dass die großen wissenschaftlichen Neuerungen nach rationalistischen Maßstäben irrational waren. Produktive, wissenschaftliche Forschung darf sich nicht an das Diktat einer Methode halten, vielmehr muss sie auf opportunistische Weise Methoden ausprobieren, aufgeben und variieren.
Das zweite Argument gegen die rationalistische Methode basiert auf der Frage, wie die Überlegenheit einer Tradition begründet werden könnte. Es reicht selbstverständlich nicht aus, wenn Rationalisten erklären, dass ihre Maßstäbe den Maßstäben anderer Traditionen überlegen sind; sie müssen die behauptete Überlegenheit nachweisen. Dies ist nach Feyerabend aber unmöglich, da es keine traditionsunabhängigen Kriterien für die Überlegenheit einer Tradition gibt. Zwar werden den Rationalisten ihre Methoden unter Bezug auf die selbstgesetzten Ziele und Maßstäbe als überlegen erscheinen. Dies ist jedoch nicht weiter verwunderlich, jede Tradition kann sich unter Bezug auf selbstgesetzte Ziele und Maßstäbe rechtfertigen. Für die Entscheidung zwischen verschiedenen Maßstäben bzw. Traditionen braucht man selbst wiederum Maßstäbe (gelegentlich „Super-Maßstäbe“ genannt) und diese sind nur innerhalb einer Tradition zu haben. Die relativistische Schlussfolgerung lautet: Es ist nicht möglich, Traditionen aus einer neutralen Perspektive als besser – schlechter oder wahr – falsch zu bewerten. Traditionen müssen folglich als gleichberechtigt betrachtet werden, Allgemeingültigkeitsansprüche sind nicht mehr als autoritäre Machtansprüche. Die Radikalität dieser Argumentation wird etwa in Feyerabends Schilderung einer mystischen Methode deutlich:
„Aber ein Mystiker, der durch eigene Kraft seinen Leib verlassen und Gott selbst gegenübertreten kann, wird kaum davon beeindruckt sein, daß es zwei sorgfältig eingewickelten und nicht besonders gescheiten Menschenkindern mit der Unterstützung von Tausenden von wissenschaftlichen Sklaven und Milliarden von Dollars gelang, einige unbeholfene Sprünge auf einem trockenen Stein auszuführen – dem Mond –, und er wird die Abnahme und fast völlige Zerstörung der spirituellen Fähigkeiten der Menschen bedauern, die ein Ergebnis des wissenschaftlich-materialistischen Klimas unserer Zeiten sind. Man kann sich natürlich über diesen Einwand zu Tode lachen – Argumente gegen ihn hat man nicht.“

### Anything goes
Feyerabends relativistische Interpretation des Traditionenpluralismus führt ihn zum Schlagwort anything goes („Mach, was du willst“), das große Bekanntheit erlangte. Wenn sich die verschiedenen Traditionen nicht aus einer unabhängigen Perspektive bewerten lassen, sollten auch alle Traditionen und methodologischen Maßstäbe die gleichen Chancen haben sich darzustellen und durchzusetzen. Allerdings darf man nach Feyerabend nicht den Fehler machen, anything goes als eine neue methodologische Forderung misszuverstehen:
Anything goes ist nicht das eine und einzige Prinzip einer neuen von mir empfohlenen Methodologie, ganz im Gegenteil, ich betone, daß die Erfindung, Überprüfung, Anwendung methodologischer Regeln und Maßstäbe die Sache der konkreten wissenschaftlichen Forschung und nicht des philosophischen Träumens ist.
Es geht also nicht darum, methodologische Regeln und Maßstäbe mit dem Spruch anything goes aus den Wissenschaften zu verbannen. Allerdings sollen Wissenschaftler selbst diese Regeln und Maßstäbe für ihre Arbeit wählen können. Wenn sie den Eindruck haben, mit den vorhandenen Maßstäben nicht weiterzukommen, sollen sie alle Freiheit haben, diese Maßstäbe zu verändern, zu ergänzen oder aufzugeben. Bei dieser Revision gibt es keine prinzipiellen Grenzen – anything goes.

### Kritik des Relativismus
Feyerabend argumentiert für seinen relativistischen Methodenpluralismus, indem er zwei Möglichkeiten kontrastiert: Zum einen könne es sein, dass sich Methoden und Maßstäbe bewerten lassen und man so zu einer allgemeingültigen, universellen und ahistorischen Methode gelange. Oder aber es gebe kein solches Bewertungskriterium und man müsse die Gleichberechtigung von Traditionen und Methoden akzeptieren. Andere Philosophen vertreten den Standpunkt, dass diese beiden Einstellungen nicht die einzigen Möglichkeiten seien, auf das Methodenproblem zu reagieren. So argumentiert etwa der Wissenschaftstheoretiker Alan Chalmers, dass die Ablehnung einer allgemeingültigen, universellen und ahistorischen Methode keineswegs in ein anarchistisches anything goes führen müsse.
In einer ausführlichen Analyse von Galileis teleskopischen Beobachtungen versucht Chalmers zu zeigen, dass Galilei und die Vertreter des geozentrischen Weltbildes keineswegs in vollkommen verschiedenen methodischen Welten lebten, zwischen denen kein rationaler Austausch möglich gewesen wäre. Zwar akzeptierten Galilei und seine Gegner tatsächlich unterschiedliche Beobachtungen, dennoch teilten sie viele zentrale methodische Annahmen, die die Basis für einen argumentativen Austausch geboten haben. „Die zugrundeliegende allgemeine Idee ist die, dass einzelne Teile des Netzes von Zielen, Methoden, Maßstäben, Theorien und beobachtbaren Tatsachen, das Wissenschaft zu einer bestimmten Zeit konstituiert, progressiv verändert werden können. Der jeweils verbleibende, unveränderliche Teil bildet den Hintergrund für die Begründung des Wechsels.“ Methoden können also tatsächlich verändert werden, allerdings gibt es auch gemeinsame Grundüberzeugungen, die eine rationale Diskussion über den Methodenwandel ermöglichen.
Ein zweiter Ansatzpunkt für Kritik ist Feyerabends Verknüpfung von Methodenpluralismus und Relativismus. So pflichten etwa Pragmatisten wie der späte Hilary Putnam bei, dass es keine allgemeingültige Methode zur Beschreibung der Welt gebe. Methoden seien nur in einem Kontext von Zielen besser oder schlechter. Ein solches pragmatistisches Eintreten für den Methodenpluralismus bedeute jedoch nicht, dass alle Traditionen akzeptabel seien oder gar zu einer korrekten Beschreibung der Welt führen können. Kontext und Realität setzten der Menge an akzeptablen Beschreibungsweisen Grenzen.

## Gesellschaft und Wissenschaft

### Die Trennung von Staat und Wissenschaft
Theokratische Gesellschaften leiden nach Feyerabend an der mangelnden Trennung von Staat und Religion, marxistische Gesellschaften unter dem Fehlen einer Trennung von Staat und marxistischer Philosophie. Auf ähnliche Weise leiden moderne westliche Gesellschaften unter der Verquickung von Staat und Wissenschaften. Menschen werden von der Geburt bis zum Tod in eine wissenschaftlich-technische Umwelt gezwungen, gegen die sie sich nicht entscheiden können. In der Schule sind wissenschaftliche Fächer wie Physik und Geschichte verpflichtend. Schüler können sich nicht entscheiden, ob sie sich etwa lieber dem Studium von Legenden und Mythen widmen wollen. Feyerabend unterscheidet zwei Grundeinstellungen, die man gegenüber der Traditionenvielfalt einnehmen kann:
„1. Das opportunistische Aufnehmen und Verändern des Brauchbaren (wobei sich die Kriterien der Brauchbarkeit von Problem zu Problem und Epoche zu Epoche ändern) und
2. Die (intellektuelle oder physische) Zerstörung aller Traditionen bis auf eine und das dogmatische Beharren auf dieser.“
Der Relativismus ist nach Feyerabend eine Variante des opportunistischen Aufnehmens, während moderne westliche Gesellschaften auf eine Zerstörung nichtrationalistischer Traditionen ausgelegt sind. An dem totalitären Charakter moderner Wissenschaftsgesellschaften ändert nach Feyerabend auch die individuelle Meinungsfreiheit nichts. Man kann Feyerabends Idee am Beispiel der Religionsfreiheit erörtern. Eine Gesellschaft kann gravierende Mängel in Bezug auf Religionsfreiheit haben, auch wenn sich Individuen für ihre Religion entscheiden können. Dies ist etwa der Fall, wenn in Schulen und Universitäten nur eine Religion gelehrt werden darf, sie durch den Staat massiv unterstützt wird, eine Voraussetzung für akademische Stellen ist, in den Medien nahezu alleine präsent ist, Vertreter anderer Religionen sozial stigmatisiert werden und so weiter.
Feyerabends zentrales Argument für die Pluralität und Gleichberechtigung der Traditionen basiert auf seinem wissenschaftstheoretischen Relativismus: Es gibt keine Tradition, die allen anderen überlegen ist und zu der einzig wahren Beschreibung der Welt führt. Traditionen sind immer nur relativ zu den Interessen, Wünschen und Zielen der Menschen besser oder schlechter. Die Durchsetzung einer einzigen Tradition in der Gesellschaft ist daher durch nichts zu rechtfertigen und einfach ein autoritäres, freiheitsfeindliches Verfahren.

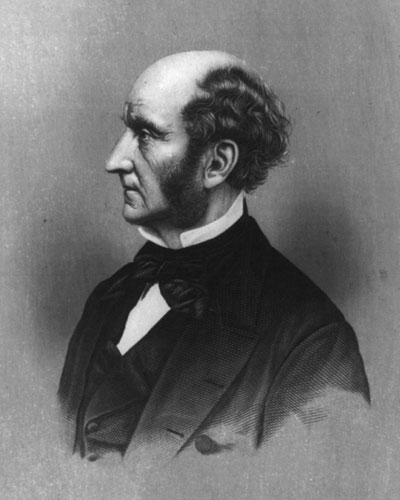
John Stuart Mill

Unter Bezug auf John Stuart Mills Aufsatz On Liberty formuliert Feyerabend jedoch noch ein weiteres Argument, das unabhängig von seiner wissenschaftstheoretischen Position ist: Bürger haben nicht nur als Privatpersonen das Recht, sich für eine Tradition zu entscheiden und gemäß dieser zu leben. Da sie die staatlichen Institutionen finanzieren und konstituieren, haben sie auch das unveräußerliche Recht, über die Ausrichtung dieser Institutionen zu bestimmen: „Oberschulen, Volksschulen, Landesuniversitäten, Institutionen wie die National Science Foundation, die von Steuergeldern finanziert werden, unterliegen alle dem Urteil der Steuerzahler. Wenn die Steuerzahler in Kalifornien wünschen, daß Landesuniversitäten Voodoo, Volksmedizin, Astrologie, Regentanzzeremonien lehren, dann müssen diese Gegenstände eben in den Lehrplan eingegliedert werden.“
Die Autorität der Bürger über ihre Institutionen ist nach Feyerabend vollkommen unabhängig von Wahrheitsfragen zu klären, sie ist einfach ein unveräußerlicher Bestandteil einer freien, demokratischen Gesellschaft. Dies ist auch dann zu akzeptieren, wenn bei den Bürgerentscheidungen die Wahrheit an Stellen auf der Strecke bleibt. Das Verhältnis von Wahrheit und Demokratie ist laut Feyerabend dem Verhältnis von Krieg und Demokratie ganz ähnlich. Es gibt im Krieg demokratische Werte (etwa die Menschenwürde), die so zentral sind, dass sie auch um des Sieges willen nicht geopfert werden dürfen. In gleicher Weise gibt es demokratische Werte (das Recht der Bürger, über ihre Institutionen zu bestimmen), die auch um der Wahrheit willen nicht geopfert werden dürfen.

### Das Gespenst des Relativismus
Feyerabend weiß, dass sein Eintreten für eine relativistische Gemeinschaft vielen Menschen unheimlich erscheinen muss: „man hat die Gesetze nicht nur zu intellektuellen, sondern auch zu emotionalen Führern des eigenen Verhaltens gemacht. Nicht nur eine abstrakte Idee, sondern Gefühle des Mitleidens, der Solidarität mit dem Unglück anderer, der Abscheu vor allem, was Schmerzen bereitet und Menschenwürde verletzt, richtet sich gegen Ritualmorde, das Aussetzen von Kleinkindern, strenge Bestrafungen für Vergehen, die uns nichtig erscheinen, Euthanasie.“ Natürlich sei es verstörend, dass Personen alles negieren können sollen, was die eigene intellektuelle, moralische und persönliche Identität ausmacht. Allerdings impliziere die Idee einer wirklich freien Gesellschaft, dass Menschen das Recht haben, ihre Tradition zu wählen – wie unmenschlich sie auch aus der eigenen Perspektive erscheinen mag. Der Staat hat nur das Recht der Bürger zu schützen, ihre Traditionen frei wählen und auch verlassen zu können. „Finden Menschen ihr Glück darin, daß sie sich in gefährlichen Kriegsspielen gegenseitig abschlachten, so lasse man ihnen dieses Vergnügen.“ Wer nicht akzeptieren kann, dass sich Menschen frei für eine radikal verschiedene Lebensform entscheiden dürfen, der versucht nach Feyerabend einfach nur die eigenen Vorstellungen vom guten oder moralischen Leben anderen Menschen autoritär aufzuzwingen.
An Feyerabends Ideal einer Gesellschaft in der sich Menschen vollkommen frei für ihre Tradition und Lebensform entscheiden können, ist viel Kritik geübt worden. Insbesondere ist sie als eine naive und vollkommen unrealistische Utopie zurückgewiesen worden. So schreibt etwa Alan Chalmers: „Es birgt eine gewisse Ironie, dass Feyerabend, der in seiner Studie über die Wissenschaft ausführlich die Existenz von theorieneutralen Tatsachen leugnet, in seiner Sozialtheorie an den weit ambitionierteren Begriff eines Ideologie-neutralen Staates appelliert.“ Man kann auch Zweifel an Feyerabends Konzeption des „freien Bürgers“ formulieren, der zwanglos zwischen Traditionen navigieren können soll. So können etwa Menschen selbstverständlich nicht unabhängig von Traditionen und moralischen Vorstellungen aufwachsen. Ebenso selbstverständlich ist es, dass sich Menschen oft kaum aus der Tradition befreien können, in der sie aufgewachsen sind. Natürlich kann man fragen, ob und wie man angesichts dieser Tatsachen akzeptieren kann, dass Kinder in einer menschenverachtenden Tradition aufwachsen, die etwa die Minderwertigkeit von bestimmten Menschengruppen lehrt.

## Wirkung
Die Wirkung von Feyerabends Wissenschaftstheorie im Allgemeinen und von Erkenntnis für freie Menschen ist nicht leicht abzuschätzen. Feyerabend hat keine philosophische Schule begründet – eine philosophische Schule hätte auch Feyerabends Ideal eines opportunistischen Methodenpluralismus widersprochen. Doch auch wenn es kaum Wissenschaftstheoretiker gibt, die direkt in der Tradition von Feyerabend philosophieren, so haben seine Thesen ohne Zweifel einen merklichen Einfluss auf die Gegenwartsphilosophie.
Ein solcher Einfluss lässt sich in der gegenwärtigen Wissenschaftstheorie beobachten. Feyerabends Eintreten für eine relativistische Interpretation der Traditionenvielfalt hat in der Wissenschaftstheorie nie viele Befürworter gefunden. Allerdings haben seine heftigen Attacken gegen die zeitgenössische Wissenschaftstheorie tatsächlich zu einem veränderten Blick auf den Wissenschaftsprozess beigetragen. So sind heutige Wissenschaftstheoretiker in der Regel bemüht, historische Studien in ihre Arbeit stärker einfließen zu lassen und die Methodenvielfalt innerhalb der Wissenschaften ernst zu nehmen. In diesem Sinne verzichten etwa experimentalistische Wissenschaftsphilosophen wie Ian Hacking oder pluralistische Theoretiker wie John Dupré auf die Formulierung allgemeiner wissenschaftlicher Methoden und Maßstäbe. Zugleich erklären sie jedoch, dass das Fehlen solcher allgemeiner Maßstäbe nicht eine relativistische Position impliziere.
Eine weitere Einflussebene lässt sich in Bezug auf den Poststrukturalismus ausmachen. Erkenntnis für freie Menschen steht vielen poststrukturalistischen Ansätzen, vor allem in Bezug auf die Relativismusfrage und auch die politisch-wissenschaftskritische Ausrichtung inhaltlich sehr nahe. Dennoch finden sich nur relativ wenige explizite Bezüge auf Feyerabend in der poststrukturalistischen Literatur. Dies hängt zum Teil mit der Tatsache zusammen, dass Feyerabend eher in der angelsächsischen Philosophiedebatte wirkte, während der Poststrukturalismus zunächst in Frankreich populär wurde. Zudem beziehen sich Feyerabends Texte überwiegend auf die Naturwissenschaften (insbesondere die Physik), während die poststrukturalistischen Philosophen häufig aus einer literatur- und geisteswissenschaftlichen Perspektive arbeiteten. Schließlich ist die Rezeption Feyerabends in der poststrukturalistischen und feministischen Wissenschaftskritik auch nicht uneingeschränkt positiv. Feministische Wissenschaftstheoretikerinnen wie Evelyn Fox Keller und Hilary Rose warfen Feyerabend etwa vor, durch seinen Relativismus das emanzipatorische Potenzial moderner Wissenschaften zu negieren.

### Primärliteratur
- Paul Feyerabend: Erkenntnis für freie Menschen, 1. Auflage, Frankfurt, Suhrkamp Verlag, 1979, ISBN 3-518-07502-0
- Paul Feyerabend: Erkenntnis für freie Menschen, veränderte Ausgabe, Frankfurt, Suhrkamp Verlag, 1980, ISBN 3-518-11011-X
- Paul Feyerabend: Science in a Free Society, London, New Left Books, 1978, ISBN 0-86091-008-3
- Paul Feyerabend: Science in a Free Society, neue Ausgabe, London, Verso, 1982, ISBN 0-86091-753-3
- Paul Feyerabend: Wider den Methodenzwang, Frankfurt, Suhrkamp Verlag, 1980, ISBN 3-518-06007-4 Das Buch enthält viele Argumente, die auch in Erkenntnis für freie Menschen ausgeführt und verteidigt werden.
- Paul Feyerabend: Zeitverschwendung, Frankfurt, Suhrkamp Verlag, 1995, ISBN 3-518-40693-0 Autobiographie, enthält Materialien zur Entstehungsgeschichte des Werkes.

### Sekundärliteratur
- John Dupré, 'Review of Paul Feyerabend, Science in a Free Society', in Stanford Magazine, 1994, S. 12–13 Rezension von Science in a Free Society
- John Preston, Gonzalo Munevar und David Lamb (Hg,): Worst Enemy of Science?: Essays in Memory of Paul Feyerabend Oxford, Oxford University Press, 2000, ISBN 0-19-512874-5 Aufsatzsammlung zu verschiedenen Aspekten von Feyerabends Philosophie
- Noretta Koertge, 'Review of Paul Feyerabend, Science in a Free Society', in British Journal for the Philosophy of Science, Vol. 21 (1980), S. 385–90 Rezension von Science in a Free Society
- Gonzalo Munevar (Hrsg.) Beyond Reason: Essays on the Philosophy of Paul Feyerabend, Dordrecht, Springer Netherlands, 1991, ISBN 0-7923-1272-4 Ältere Aufsatzsammlung
- Richard H. Schlagel, 'Review of Science in a Free Society', in Review of Metaphysics, Nr. 35 (1981) Rezension von Science in a Free Society